# Нољареда (Удине)
Нољареда је насеље у Италији у округу Удине, региону Фурланија-Јулијска крајина.
Према процени из 2011. у насељу је живело 51 становника. Насеље се налази на надморској висини од 305 м.